# Willehari
Willehari, chiamato anche Willihari, Wilharius, Willeharius o Willicharius, in latino Vilarius, (... – fl. VIII secolo) fu un duca alemanno (dux) nell'Ortenau all'inizio dell'VIII secolo.
Secondo la Vita Sancti Desiderii, il maggiordomo di palazzo franco Pipino di Herstal guidò due spedizioni contro Willehari nel 709 e nel 712. Non è noto perché Pipino sia intervenuto in Alemannia in questo momento, ma è probabile che stesse cercando di affermare la sovranità franca sostenendo i diritti di successione di Lantfrido e Teodebaldo, i figli del defunto duca Gotfrido, a cui Willehari potrebbe essere stato eletto per sostituirlo.
È possibile che Alemannia non fosse unita in questo periodo e che diverse regioni fossero governate separatamente da famiglie diverse. L'Alsazia, per esempio, era governata da un'altra famiglia, gli Eticonidi, e altrove è probabile che gli Ahalolfingi fossero al potere.